# Меланджен

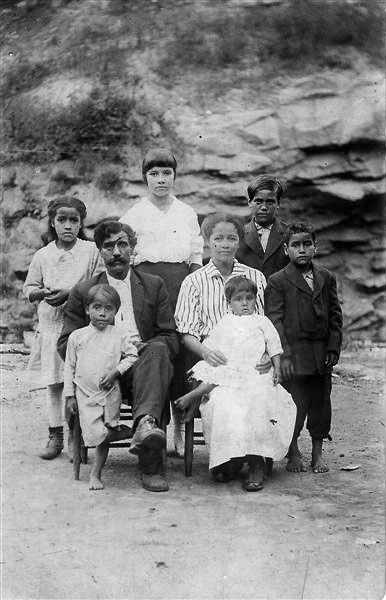
Арч Гойнз и его семья — меланджены из городка Грейсвилл (Теннесси) в штате Теннеси. Фото 1920-х годов.

Меланджен (англ. Melungeon, məˈlʌndʒən) — термин, обозначающий в США потомков от смешанных браков представителей трёх рас — белой, негроидной и американоидной. В более узком смысле термин относится к потомкам от таких браков, проживающим на юго-востоке США, в основном в центральных Аппалачах — восток Теннеси, юго-запад Виргинии, восток Кентукки.

## История
Термин происходит от французского слова mélange, то есть «смесь». Меланджены, в свою очередь, делятся на различные культурные группы, численность которых, по различным классификациям, достигает 200.
До конца XX века слово «меланджен» считалось унизительным. Перелом произошёл в 1969 году, когда драматург Кермит Хантер поставил драму «Пешком к закату» (Walk Toward the Sunset). Хантер, не особенно стараясь соблюсти историческую точность, изобразил меландженов коренным населением неизвестной расы, которых белые поселенцы из-за цвета кожи принимали за негров. В настоящее время термин «меланджен» используется его носителями для культурной самоидентификации.
Интерес к меландженам в США значительно вырос в середине 1990-х годов после выхода посвящённых им книг: Билла Брайсона «Потерянный континент: путешествие по Америке маленьких городков» (англ.) и Н. Брент Кеннеди «Меланджен: воскрешение гордых людей» (The Melungeons: The Resurrection of a Proud People).